# La lucha por la vida
La lucha por la vida es una trilogía escrita por el escritor de la Generación del 98 Pío Baroja, formada por las novelas: La busca (1904), Mala hierba (1904) y Aurora roja (1905). Todo parece indicar que su título se inspira en el lema de Darwin en su obra El origen de las especies. Apareció como novela por entregas en el diario El Globo, entre el 4 de marzo y el 29 de mayo de 1903, completando un total de 59 capítulos. Reescribiendo lo publicado, Baroja editó durante 1904 el conjunto en tres novelas, siguiendo la pauta habitual en su narrativa. A lo largo de ellas, el escritor vasco desgrana la vida de un muchacho soriano desde su adolescencia hasta el desenlace en el marco de la gran metrópoli que fue el Madrid convulso, deslumbrante y antagónico del periodo de tránsito del siglo xix al xx. La trama, que casi en su totalidad se desarrolla en el submundo de los marginados de la ciudad, se argumenta ideológicamente con la visión barojiana de los orígenes del movimiento anarquista en España. El argumento queda sometido a la acción y sus consecuencias, con un estilo descarnado (tremendista antes de que Cela inventara el tremendismo) e ingenuo, casi naïf.
En La lucha por la vida, construida entre realismo y ficción, y como ocurre en otras novelas suyas ambientadas en Madrid, el escritor vasco refleja la particular jerga barriobajera como antes y después hacen otros importantes novelistas del realismo literario español, en especial Benito Pérez Galdós, Vicente Blasco Ibáñez e incluso Emilia Pardo-Bazán.

## Los personajes
- Manuel Alcázar, personaje guía en las tres novelas, es el prototipo del protagonista barojiano, varón, fracasado, usado por el autor para expresar su personal pesimismo y escepticismo. Como explica Max Aub, Baroja «está siempre presente en sus protagonistas, porque no dudó nunca de estar en posesión de la verdad».[10]

- Personajes secundarios pero notables son la pareja de maleantes formada por Vidal y ‘el Bizco’ (descrito por Baroja como el «chiquillo astroso, horriblemente feo y chato, con un ojo nublado, los pies desnudos y el chaquetón roto») o el «gentleman» Roberto Hasting (prototipo del hombre de acción barojiano).[c][11]

La acción es todo, la vida, el placer. Convertir la vida estática en vida mecánica, este es el problema. La lucha siempre, hasta el último momento. ¿Por qué? Por cualquier cosa.
Baroja

- De entre los personajes femeninos debe destacarse a la Salvadora, huérfana que vive al amparo de una corrala con su hermano pequeño y que el escritor dibuja como una mujer ejemplar por su espíritu de generosidad y entrega.[13][8]